# Gregory Meeks

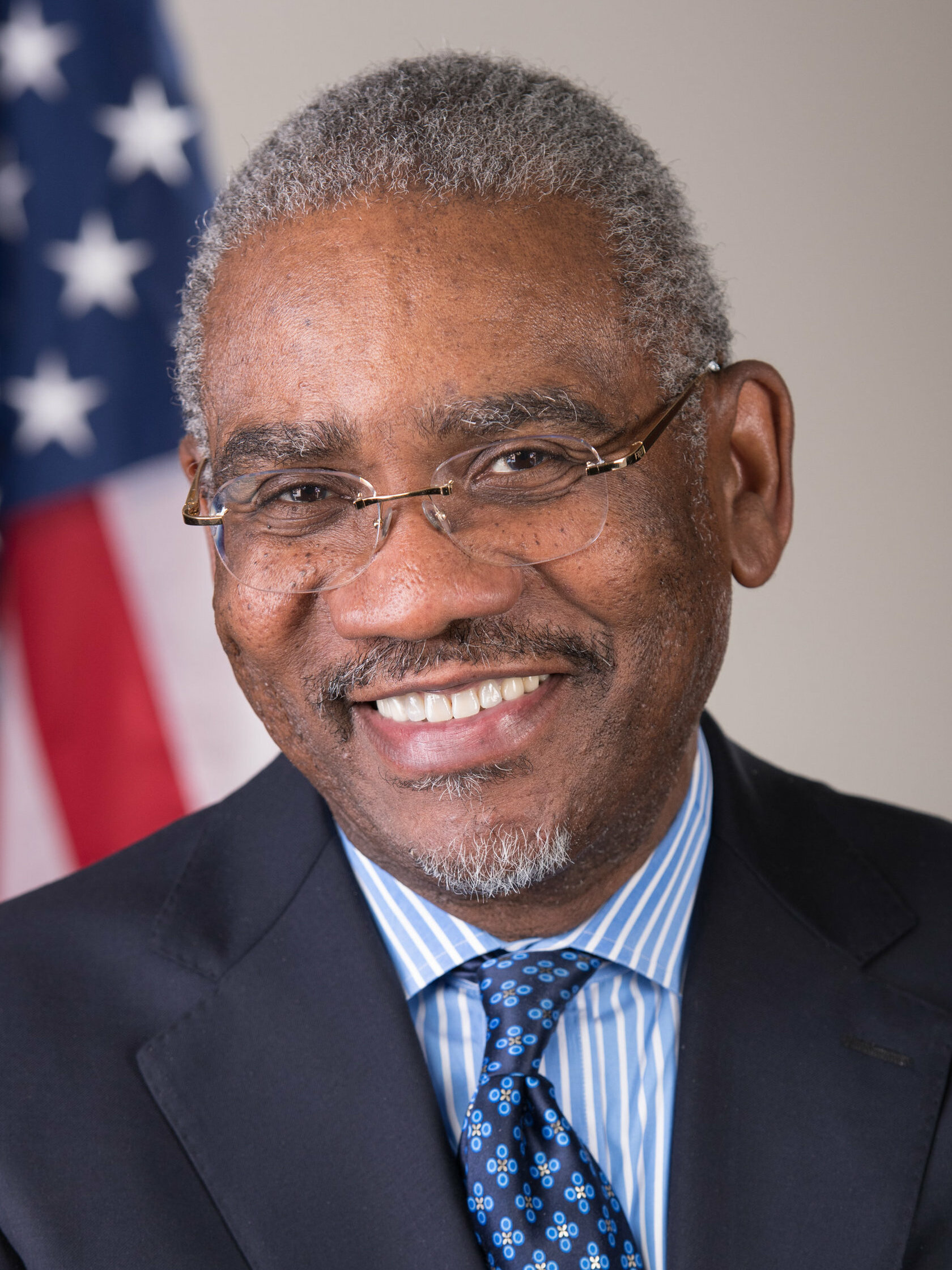
Gregory Meeks (2018)

Gregory Weldon Meeks (* 25. September 1953 in East Harlem, Manhattan, New York City, New York) ist ein US-amerikanischer Politiker der Demokratischen Partei. Seit Februar 1998 vertritt den Bundesstaat New York im Repräsentantenhaus der Vereinigten Staaten. Aktuell für den fünften Distrikt, zuvor von 1998 bis 2013 für den sechsten Distrikt. Er ist Ranking Member und damit Oppositionsführer im United States House Committee on Foreign Affairs.

## Biografie
Gregory Meeks wurde in East Harlem in New York City geboren. Er besuchte bis 1971 die Julia Richman High School in der Upper East Side von New York. Danach machte er 1975 seinen ersten Abschluss als Bachelor of Arts an der Adelphi University in Garden City (New York). An der Howard University studierte er Rechtswissenschaften und schloss dieses 1978 mit einem Juris Doctor (J.D.) ab. Meeks war Assistent des Bezirksstaatsanwalts und Ankläger in Rauschgiftdelikten für die Stadt New York. Des Weiteren war er Mitglied einer Untersuchungskommission, die sich mit Amtsvergehen und organisierter Kriminalität beschäftigte. Er war ebenfalls als Aufseher für Richter für das New Yorker Arbeiterentschädigungssystem tätig.
Meeks ist verheiratet mit Simone Marie Meeks. Er lebt in Queens und ist Mitglied der African Methodist Episcopal Church, er hat drei erwachsene Kinder.

## Politik
Politisch schloss er sich der Demokratischen Partei an. 1992 wurde er in die New York State Assembly gewählt. Er gehörte der State Assembly bis zu seiner Wahl ins US-Repräsentantenhaus an.
Im Jahr 1998 wurde er am 3. Februar bei der Nachwahl als Nachfolger von Floyd H. Flake für den sechsten Kongresswahlbezirk von New York in das US-Repräsentantenhaus in Washington, D.C. gewählt. Er setzte sich mit 56,5 % gegen vier weitere Kandidaten durch. Er wurde am 6. Februar 1998 vereidigt. Der Distrikt umfasst einen Großteil von Queens. Der John F. Kennedy International Airport liegt ebenfalls in diesem Distrikt. Er konnte alle folgenden zwölf Wahlen zwischen 2000 und 2020 gewinnen. Er wurde dabei stets mit mehr als 65 Prozent wiedergewählt. Seine besten Ergebnisse erzielte er bei den Wahlen von 2008 und 2018 mit jeweils 100 Prozent der Stimmen, als er nur in der Vorwahl gegen andere Kandidaten antrat. Sein schlechtestes Ergebnis hatte er im Jahr 2002 mit 65,1 %, als der unabhängige Roy Clarke gegen ihn antrat. Seit 2013 vertritt er den fünften Wahlbezirk seines Staates im Kongress.
Die Primary (Vorwahl) seiner Partei für die Wahlen 2022 wurde mangels Mitbewerber abgesagt und Meeks erneut zum Kandidaten ernannt. Er trat am 8. November 2022 gegen Paul King von der Republikanischen Partei an. Er konnte die Wahl mit 75,2 % der Stimmen für sich entscheiden. In der Kongresswahl 2024 erhielt Meeks gegen den Republikaner Paul King 72,9 % und wird dadurch auch im Repräsentantenhaus des 119. Kongresses vertreten sein. Seine aktuelle und fünfzehnte Legislaturperiode im 119. Kongress dauert noch bis zum 3. Januar 2027.

### Ausschüsse
Er ist aktuell Mitglied in folgenden Ausschüssen des Repräsentantenhauses:
- Committee on Financial Services
  - Consumer Protection and Financial Institutions
  - Investor Protection, Entrepreneurship, and Capital Markets
- Committee on Foreign Affairs (Ranking member)

Er ist außerdem Mitglied im Congressional Black Caucus sowie in drei weiteren Caucuses.